# I LOVE スヌーピー THE PEANUTS MOVIE
『I LOVE スヌーピー THE PEANUTS MOVIE』（アイ ラブ スヌーピー ザ ピーナッツ ムービー、The Peanuts Movie）は『ピーナッツ』の3DCG初の作品。アメリカ合衆国では、2015年11月6日、日本では、2015年12月4日公開。なお、日本ではブルースカイ・スタジオ制作アニメの劇場公開かつ、日本においての20世紀フォックス配給のアニメ作品は本作が最後になった。

## あらすじ
少年チャーリーは相棒のスヌーピーと暮らしていた。そんな或る日、チャーリーが通っている学校へ転校生がやってきた。その赤毛の少女を見たチャーリーは彼女に夢中になってしまう。チャーリーは、スヌーピーの助けを得ながら彼女へのアプローチを試みる。

## キャスト
- スヌーピー：ビル・メレンデス（英語版）
- チャーリー・ブラウン：ノア・シュナップ（日本語吹替：鈴木福[3]）
- ルーシー・ヴァンペルト：ハドリー・ベル・ミラー（日本語吹替：谷花音[3]）
- サリー・ブラウン：マリエル・シーツ（日本語吹替：小林星蘭[3]）
- 赤い髪の女の子：フランチェスカ・カパルディ（日本語吹替：芦田愛菜[3]）
- フリーダ：フランチェスカ・カパルディ（日本語吹替 : 清水詩音）
- ライナス：アレックス・ガーフィン(日本語吹替:藤原真優)
- フランクリン：マーレイク・マーマー・ウォーカー（日本語吹替 : 里村洋）
- ペパーミント・パティ:ヴィーナス・オメガ・シュルテイス（日本語吹替：野呂真愛）
- マーシー：レベッカ・ブルーム（日本語吹替：須藤風花）
- シュローダー：ノア・ジョンストン（日本語吹替：石井陽）
- ピッグペン:A・J・テッチェ（日本語吹替：ラヴェルヌ知輝）
- ヴァイオレット：マディシン・シップマン（日本語吹替：千野羽舞）
- パティ：アナスタシア・ブレディキナ（日本語吹替：池田優音）
- シャーミー：ウィリアム・ワンシュ（日本語吹替：杉村透海）
- リトル・キッド：ミカ・リヴェッリ（日本語吹替：大河原爽介）
- 役不明：細川晴太、森香奈衣、山崎智史、橋本佳奈、大川春菜、萱野優、堀川恭司、森尾利仁

## 主題歌
- 日本語版
  - エンディング曲：絢香「A Song For You」[4]

## 受賞
| 年     | 映画賞                                 | 賞                     | 結果       |
| ------ | -------------------------------------- | ---------------------- | ---------- |
| 2016年 | 第21回クリティクス・チョイス・アワード | アニメ映画賞           | ノミネート |
| 2016年 | 第73回ゴールデングローブ賞             | アニメ映画賞           | ノミネート |
| 2016年 | 第43回アニー賞                         | 作品賞                 | ノミネート |
| 2016年 | 第27回アメリカ製作者組合賞             | アニメーション映画部門 | 未決定     |
| 2016年 | 2016 キッズ・チョイス・アワード        | お気に入りのアニメ映画 | 未決定     |

## 関連商品
オフィシャル本
- メイキング本「映画『I LOVE スヌーピー THE PEANUTS MOVIE』の世界」（小学館集英社プロダクション、2015年11月18日）
  - 著者：ジェリー・シュミッツ、翻訳：富原まさ江